# 1999 CQ133
1999 CQ133 est un objet transneptunien faisant partie des cubewanos. 

## Caractéristiques
1999 CQ133 mesure environ 190 km de diamètre.